# 1161 год
1161 (ты́сяча сто шестьдеся́т пе́рвый) год  по юлианскому календарю — невисокосный год, начинающийся в воскресенье. Это 1161 год нашей эры, 1‑й год 7‑го десятилетия XII века 2‑го тысячелетия, 2‑й год 1160‑х годов. Он закончился 864 года назад.
| Пн | Вт | Ср | Чт | Пт | Сб | Вс |
|    |    |    |    |    |    | 1  |
| 2  | 3  | 4  | 5  | 6  | 7  | 8  |
| 9  | 10 | 11 | 12 | 13 | 14 | 15 |
| 16 | 17 | 18 | 19 | 20 | 21 | 22 |
| 23 | 24 | 25 | 26 | 27 | 28 | 29 |
| 30 | 31 |    |    |    |    |    |

| Пн | Вт | Ср | Чт | Пт | Сб | Вс |
|    |    | 1  | 2  | 3  | 4  | 5  |
| 6  | 7  | 8  | 9  | 10 | 11 | 12 |
| 13 | 14 | 15 | 16 | 17 | 18 | 19 |
| 20 | 21 | 22 | 23 | 24 | 25 | 26 |
| 27 | 28 |    |    |    |    |    |

| Пн | Вт | Ср | Чт | Пт | Сб | Вс |
|    |    | 1  | 2  | 3  | 4  | 5  |
| 6  | 7  | 8  | 9  | 10 | 11 | 12 |
| 13 | 14 | 15 | 16 | 17 | 18 | 19 |
| 20 | 21 | 22 | 23 | 24 | 25 | 26 |
| 27 | 28 | 29 | 30 | 31 |    |    |

| Пн | Вт | Ср | Чт | Пт | Сб | Вс |
|    |    |    |    |    | 1  | 2  |
| 3  | 4  | 5  | 6  | 7  | 8  | 9  |
| 10 | 11 | 12 | 13 | 14 | 15 | 16 |
| 17 | 18 | 19 | 20 | 21 | 22 | 23 |
| 24 | 25 | 26 | 27 | 28 | 29 | 30 |

| Пн | Вт | Ср | Чт | Пт | Сб | Вс |
| 1  | 2  | 3  | 4  | 5  | 6  | 7  |
| 8  | 9  | 10 | 11 | 12 | 13 | 14 |
| 15 | 16 | 17 | 18 | 19 | 20 | 21 |
| 22 | 23 | 24 | 25 | 26 | 27 | 28 |
| 29 | 30 | 31 |    |    |    |    |

| Пн | Вт | Ср | Чт | Пт | Сб | Вс |
|    |    |    | 1  | 2  | 3  | 4  |
| 5  | 6  | 7  | 8  | 9  | 10 | 11 |
| 12 | 13 | 14 | 15 | 16 | 17 | 18 |
| 19 | 20 | 21 | 22 | 23 | 24 | 25 |
| 26 | 27 | 28 | 29 | 30 |    |    |

| Пн | Вт | Ср | Чт | Пт | Сб | Вс |
|    |    |    |    |    | 1  | 2  |
| 3  | 4  | 5  | 6  | 7  | 8  | 9  |
| 10 | 11 | 12 | 13 | 14 | 15 | 16 |
| 17 | 18 | 19 | 20 | 21 | 22 | 23 |
| 24 | 25 | 26 | 27 | 28 | 29 | 30 |
| 31 |    |    |    |    |    |    |

| Пн | Вт | Ср | Чт | Пт | Сб | Вс |
|    | 1  | 2  | 3  | 4  | 5  | 6  |
| 7  | 8  | 9  | 10 | 11 | 12 | 13 |
| 14 | 15 | 16 | 17 | 18 | 19 | 20 |
| 21 | 22 | 23 | 24 | 25 | 26 | 27 |
| 28 | 29 | 30 | 31 |    |    |    |

| Пн | Вт | Ср | Чт | Пт | Сб | Вс |
|    |    |    |    | 1  | 2  | 3  |
| 4  | 5  | 6  | 7  | 8  | 9  | 10 |
| 11 | 12 | 13 | 14 | 15 | 16 | 17 |
| 18 | 19 | 20 | 21 | 22 | 23 | 24 |
| 25 | 26 | 27 | 28 | 29 | 30 |    |

| Пн | Вт | Ср | Чт | Пт | Сб | Вс |
|    |    |    |    |    |    | 1  |
| 2  | 3  | 4  | 5  | 6  | 7  | 8  |
| 9  | 10 | 11 | 12 | 13 | 14 | 15 |
| 16 | 17 | 18 | 19 | 20 | 21 | 22 |
| 23 | 24 | 25 | 26 | 27 | 28 | 29 |
| 30 | 31 |    |    |    |    |    |

| Пн | Вт | Ср | Чт | Пт | Сб | Вс |
|    |    | 1  | 2  | 3  | 4  | 5  |
| 6  | 7  | 8  | 9  | 10 | 11 | 12 |
| 13 | 14 | 15 | 16 | 17 | 18 | 19 |
| 20 | 21 | 22 | 23 | 24 | 25 | 26 |
| 27 | 28 | 29 | 30 |    |    |    |

| Пн | Вт | Ср | Чт | Пт | Сб | Вс |
|    |    |    |    | 1  | 2  | 3  |
| 4  | 5  | 6  | 7  | 8  | 9  | 10 |
| 11 | 12 | 13 | 14 | 15 | 16 | 17 |
| 18 | 19 | 20 | 21 | 22 | 23 | 24 |
| 25 | 26 | 27 | 28 | 29 | 30 | 31 |

## События
- В Палермо взбунтовались бароны и посадили сицилийского короля Вильгельма Злого в тюрьму. Новым королём объявили сына Вильгельма 9-летнего Рожера, но он погиб во время бунта, и Вильгельм вернулся на трон.
- Саксонский герцог Генрих Лев заключил соглашение с Готландом, которое стало ранним предшественником Ганзы.
- Указ кардинала Домиани о запрете игры в шахматы среди духовенства.

- Мануил Комнин женился на дочери прежнего антиохийского князя Марии.
- Наибольшее расширение державы Альмохадов при Абд аль-Мумине.
- Цзинь напала на Сун, но потерпела два поражения в речных сражениях на Хуанхэ.
- Цзиньсько-татарское войско нанесло поражение монголам, которых возглавлял хан Хутула.

## Русь
Правление: 1154—1155, 1159—1161 и 1162—1167 — Ростислав Мстиславич и 1157—1158, 1161 — Изяслав Давыдович (февраль-март)
- 1158—1161 — заканчивается Междоусобная война на Руси[1].
  - Осада Белгорода Киевского. Неудачная попытка Изяслава Давыдовича выбить Мстиславичей с киевской земли, закончившаяся гибелью Изяслава Давыдовича[2].

### Правление Ростислава Мстиславича
- Конец января — коалиция из русских князей Изяслава Давыдовича, Святослава Владимировича, Святослава Всеволодовича и старшего сына Святослава Ольговича — Олега, а также в союзе с половцами предприняли неудачный поход на Киев[3].
- 08 февраля — получив помощь от Андрея Боголюбского и половцев, воспользовавшись перевесом в военной силе, князь Изяслав Давыдович нанёс поражение войскам Ростислава Мстиславича, который был вынужден бежать в Белгород дожидаясь помощи от сородичей[3].

#### Правление Изяслава Давыдовича
- 12 февраля — в Киевском Софийском соборе, Изяслав Давидович, на короткое время занявший Киев, «дасть прощение кианомъ» (простил киевлян за поддержку его противников в 1158 году)[4].
- Сразу после взятия Киева князь Изяслав Давыдович предпринял осаду Белгорода, но город взять не сумел и отступил от него узнав о подходе на помощь войск владимиро-волынского князя Мстислава Изяславича, князя Рюрика Ростиславича, дорогобужского князя Владимира Андреевича и поросского князя Василька Юрьевича с чёрными клобуками[5].

##### Правление Ростислава Мстиславича
- 6 марта — коалиция западных сил во главе с Мстиславом Изяславичем прогнала Изяслава Давыдовича из Киева, вернув трон Ростиславу Мстиславичу находившемуся в это время в Белгороде Киевского княжества в результате сражения, произошедшего 6 марта близ села Буличи около Киева (Изяслав Давыдович в этом сражении погиб)[5][6].
- 13 марта — Изяслав Давыдович был погребён в Чернигове в церкви Святых Бориса и Глеба[7].
- В церкви Всемилостивого Спаса основанной Евфросинии Полоцкой, при стечении многих людей, был перенесён изготовленный ювелиром Лазарем Богшей богато украшенный золотом и драгоценными камнями крест-ковчежец, известный как Евфросинии Полоцкой крест[8].
- Михалко Юрьевич изгнан из Северо-Восточной Руси в числе прочих родственников Андрея Боголюбского, получив от Глеба Юрьевича во владение Городец-Остерский (совр. Остер)[9].
- Чёрные клобуки нанесли поражение половцам на реке Рось[10].
- Владимир Мстиславич захватил Слуцк, принадлежавший черниговскому князю Святославу Ольговичу, но вскоре был вынужден оставить город, получив от киевского князя Ростислава Мстиславича во владение Треполь и ещё 4 города в Киевском княжестве[11].
- 1161—1162 — Мстислав Изяславич вступил в конфликт с киевским князем Ростиславом Мстиславичем в связи с нарушением им прав на владение городами в Киевском княжестве[3][12].
- Юрий Ярославич заключил мир с киевским князем Ростиславом Мстиславичем, признавшим отделение Туровского от Киевского княжеств. Наследники Юрия Ярославича правили в Туровском княжестве и его уделах по крайней мере до конца XIII века[13].
- Давыд Ростиславич, без согласия отца великого киевского князя, занимает Торческ и захватывает посадника Мстислава Изяславича[3].
- Ростислав Мстиславич посылает своего сына Мстислава Ростиславича в Белгород, принадлежащий Мстиславу Изяславичу. Мстислав на это выступает к Пересопнице и требует от дяди Владимира Мстиславича отступиться от Ростислава Мстиславича, но тот отвечает отказом, что вызывает вражду (помирились в 1162 году)[3].
- Лето — Андрей Боголюбский, сводит с новгородского княжения племянника — Мстислава Ростиславича, получивший княжение в 1160 году[14].
- 28 сентября — Андрей Боголюбский сажает на новгородское княжение Святослава Ростиславича[14].
- Андрей Боголюбский изгоняет из Суздальской земли своих младших братьев, мачеху (они отправляются в Византию, а брат Михаил Юрьевич уходит в Южную Русь), племянников и мужей "отца своего переднии". По словам летописца, на этот шаг, означающий решительный разрыв со всей предшествующей традицией, князь пошёл "хотя самовластец быти всъи Суздальской земли"[14].
- Андрей Боголюбский вновь обращается к константинопольскому патриарху Луке Хрисовергу, отправив к нему посла Якова Станиславича с просьбой об учреждении во Владимире отдельной митрополии (ранее просил в 1160 году). Однако патриархом в этой просьбе ему было отказано[14].
- Конец года — Ростислав Мстиславич заключает мир с Юрием Ярославичем Туровским[15].
- Конец года (или начало 1162) — Ростислав Мстиславич примиряется в Киеве со своим братом Владимиром, изгнанным сыном Ростислава — Рюриком и другими князьями из Слуцка. Даёт брату г. Треполь с четырьмя другими городами в придачу[15].
- Первое упоминание в Воскресенской летописи сел Буличи[16] (с 1966 в составе города Киев), Городец[16].

## Начало правления
См. также: Список глав государств в 1161 году
- Карл VII Сверкерсон — король Швеции.
- 1161—1188 — архиепископ Эйстейн.
- 1161, сентябрь — 1163, март — годы Охо. (Япония)

## Родились
См. также: Категория:Родившиеся в 1161 году
- Балдуин IV Иерусалимский.

- Норихито — 80-й император Японии под именем Такакура.

## Скончались
См. также: Категория:Умершие в 1161 году
- 6 марта — Изяслав Давыдович, великий киевский князь[7].
- Речунг.
- Мелисенда Иерусалимская.
- Генрих V (герцог Каринтии).